# 交響曲第8番 (シュポーア)
交響曲第8番 ト長調 作品137 (こうこうきょくだい8ばん トちょうちょう さくひん137、独: Sinfonie Nr. 8 op. 137)は、ドイツの作曲家ルイ・シュポーアが1847年に作曲した交響曲である。
初演は同年、カッセルで、作曲者自身の指揮によって行われた。ロンドン・フィルハーモニー協会に献呈された。

## 編成
フルート2、オーボエ2、クラリネット2、ファゴット2、ホルン4、トランペット2、トロンボーン3、ティンパニ、弦5部

## 楽曲構成
全4楽章からなる。演奏時間は約33分。
- 第1楽章 Adagio - Allegro
- 第2楽章 poco adagio
- 第3楽章 Scherzo Allegretto - Trio: Un poco meno allegro
- 第4楽章 Finale: Allegro